# Zuluzinho
Wágner da Conceição Martins, mais conhecido por Zuluzinho (São Luís, 19 de maio de 1978), é um lutador brasileiro de MMA. É filho do famoso lutador Rei Zulu e seu pupilo nas técnicas de Tarracá e MMA.
Assim como o pai, virou lenda viva no Maranhão e fez carreira internacional. Derrotou grandes nomes do MMA como o japonês Ikuhisa Minowa e o russo Vladimir Kuchenko. Em seu cartel, constam ainda lutas contra Fedor Emelianenko, Minotauro e Eric Butterbean Esch. Em 2011, venceu uma luta sem sequer ter lutado, pois seu adversário, Assuério Silva, ao ver Zuluzinho, desistiu da luta e foi vaiado impiedosamente pelo público.

## Biografia
Wagner “Zuluzinho” Martins nasceu em São Luís (Maranhão). Filho do lendário ‘Rei Zulu’, seguiu os passos do pai no esporte do MMA

## Cartel nas artes marciais mistas
| Cartel no MMA   |             |            |
| 20 lutas        | 10 vitórias | 9 derrotas |
| Por nocaute     | 8           | 5          |
| Por finalização | 1           | 4          |
| Por decisão     | 1           | 0          |
| No contest      | 1           | 1          |

| Res.    | Cartel  | Oponente                 | Método                                     | Evento                                 | Data                   | Round | Tempo | Local                      | Notas                                               |  |
| ------- | ------- | ------------------------ | ------------------------------------------ | -------------------------------------- | ---------------------- | ----- | ----- | -------------------------- | --------------------------------------------------- |  |
| Derrota | 9–9 (1) | Edvaldo de Oliveira      | Nocaute Técnico (lesão na perna)           | Imortal FC 9                           | 02 de junho de 2018    | 1     | 5:00  | São Luís, Maranhão         |                                                     |  |
| Derrota | 9–8 (1) | Gerônimo dos Santos      | Nocaute (socos)                            | Mr. Cage 4                             | 30 de novembro de 2010 | 1     | N/A   | Manaus, Amazonas           |                                                     |  |
| Vitória | 9–7 (1) | Douglas Humberto         | Decisão (dividida)                         | Ilha Combat 3: Confrontation of Giants | 9 de abril de 2010     | 3     | 5:00  | São Luís, Maranhão         |                                                     |  |
| Vitória | 8–7 (1) | Angelo Araujo            | Nocaute Técnico (abandono)                 | Ilha Combat 2: Araujo vs. Zuluzinho    | 19 de dezembro de 2009 | 2     | 5:00  | São Luís, Maranhão         |                                                     |  |
| Derrota | 7–7 (1) | Geronimo dos Santos      | Nocaute (soco)                             | Fusion Combat                          | 14 de dezembro de 2008 | 2     | 0:22  | Boa Vista, Roraima, Brasil |                                                     |  |
| Derrota | 7–6 (1) | Guilherme dos Anjos      | Finalização (socos)                        | Desafio de Gigantes 10                 | 6 de julho de 2008     | 1     | 3:52  | Macapá, Amapá              |                                                     |  |
| Derrota | 7–5 (1) | Ibragim Magomedov        | Nocaute Técnico (socos)                    | fightFORCE: Russia vs. The World       | 19 de abril de 2008    | 1     | N/A   | São Petersburgo            |                                                     |  |
| Vitória | 7–4 (1) | Ikuhisa Minowa           | Nocaute Técnico (intervenção do córner)    | K-1 Premium 2007 Dynamite!!            | 31 de dezembro de 2007 | 3     | 2:13  | Osaka                      |                                                     |  |
| Vitória | 6–4 (1) | Vladimir Kuchenko        | Finalização (mata-leão)                    | Bodog Fight: USA vs. Russia            | 30 de novembro de 2007 | 1     | 2:14  | Moscou                     |                                                     |  |
| Derrota | 5–4 (1) | Guilherme dos Anjos      | Nocaute Técnico (abandono)                 | Desafio de Gigantes 8                  | 1 de novembro de 2007  | 2     | 3:50  | Macapá, Amapá              |                                                     |  |
| Derrota | 5–3 (1) | Eric Butterbean Esch     | Finalização (americana)                    | PRIDE 34                               | 8 de abril de 2007     | 1     | 2:35  | Saitama                    |                                                     |  |
| Derrota | 5–2 (1) | Antônio Rodrigo Nogueira | Finalização (chave de braço)               | Pride FC - Total Elimination Absolute  | 5 de maio de 2006      | 1     | 2:17  | Osaka                      | Primeira Rodada do Pride 2006 Openweight Grand Prix |  |
| Derrota | 5–1 (1) | Fedor Emelianenko        | Finalização (socos)                        | Pride FC: Shockwave 2005               | 31 de dezembro de 2005 | 1     | 0:26  | Saitama                    |                                                     |  |
| Win     | 4-1     | Sentoryū henri           | TKO (knees)                                | PRIDE 30                               | 23 de outubro de 2005  | 1     | 1:31  | Saitama, Saitama, Japan    | Super Heavyweight bout.                             |  |
| Vitória | 5–0 (1) | Henry Miller             | Nocaute Técnico (joelhadas)                | Pride 30: Fully Loaded                 | 23 de outubro de 2005  | 1     | 1:31  | Saitama                    |                                                     |  |
| Vitória | 4–0 (1) | Rafal Dabrowski          | Nocaute (soco)                             | CWFC: Strike Force 2                   | 16 de julho de 2005    | 2     | 2:04  | Coventry                   |                                                     |  |
| NC      | 3–0 (1) | Kleber Ranieri Jansen    | NC (ambos lutadores caíram fora do ringue) | Desafio de Gigantes 4                  | 20 de maio de 2005     | 1     | N/A   | Macapá, Amapá              |                                                     |  |
| Vitória | 3–0     | Fabio Black              | Nocaute                                    | World Combat 3                         | 13 de maio de 2005     | 1     | 1:20  | São Luís, Maranhão         |                                                     |  |
| Vitória | 2–0     | Luiz Pantera             | Nocaute (socos)                            | PCVT - Pedreiras Combat Vale Tudo      | 6 de maio de 2005      | 1     | 0:21  | Pedreiras, Maranhão        |                                                     |  |
| Vitória | 1–0     | Junior Eladio            | Nocaute (socos)                            | DDG - Desafio de Gigantes 2            | 2004                   | 1     | 0:37  | Macapá, Amapá              |                                                     |  |

| Vitória | Aleksandar Aleksic | Nocaute Técnico (Socos) | Megdan Fighting 6 - Megdan 21 Century | 09/12/2 |